# Амеша Спента
Амеша Спента (авест. 𐬀𐬨𐬆𐬱𐬀 𐬯𐬞𐬆𐬧𐬙𐬀 Aməša Spəṇta — «святые бессмертные») — в религии персов (иранцев) зороастризме — шесть высших духов (ангелов) царства света, покровителей добра: от них исходит создание всех видимых, хороших вещей, и по их решению осуществляется и сохраняется всё совершенное и доброе.
Вместе со светлым Ахура-Маздой, ближайшими помощниками, и приближёнными, которого они являются, Амеша-Спента составляют «святую седмицу» (семёрку). «Они — одной Мысли, одного Слова, одного Дела…» («Яшты» 19:16). Согласно «Гатам», они индивидуальны, являясь различными проявлениями Творца. «Они — творцы, создатели и делатели, защитники и хранители творений Ахура-Мазды» («Яшты» 19:18). Их образы уходят корнями в индоиранскую мифологию, и в Ведах находятся аналогичные им персонажи (Манаса-путра; Адитьи).
В позднейшей персидской религии каждому из Амеша Спента приписывалась определённая область в творчестве жизни (их покровительство); также им противопоставляются злые духи, с которыми происходит борьба, неизбежно заканчивающаяся победой светлой стороны. Каждый дух имеет Де́ва (Daeva) — из окружения мрачного Ангра-Майнью — своим противником, каждому посвящён цветок. Семерым «бессмертным» посвящены первые 7 дней каждого месяца зороастрийского календаря, а также по одному из 12 месяцев.

## Список
В число Амеша-Спента входят (последние три сущности — женские божественные существа):
- Ахура-Мазда (Ормузд; «Бог Мудрый») — ему посвящён красный жасмин;
- Воху Мана[англ.] («благая мысль»), на языке парсов — Баман (благосклонный)[3], — гений мудрости и любви, встречающий души праведных в раю; ему посвящена белая лилия («падма»); его антипод — дэв Ако Мана («дурная мысль»)[6];
- Аша Вахишта («лучшая праведность»), Ардибегешт («истиннейший»), — гений истины и космического закона, покровитель животных (скота); покровитель огня; ему посвящён майоран;
- Хшатра Вайрья[англ.] («желанная власть»), Шаривер («воля господина»), — гений силы и власти, покровитель металлов; ему посвящён базилик;
- Спента Армаити («святое благочестие»), Сапандармад («святая мудрость»), — гений веры, покровитель земли; ей посвящён ивовый цвет;
- Хаурватат[англ.] («целостность»), Кордад («всесущность»), — гений здоровья, покровитель воды; ей посвящена лилия;
- Амертат[англ.] («бессмертие»), Амердад («бессмертие»), — гений бессмертия для праведника, покровитель растений; ей посвящён цветок тшампа[3] (скорее всего подразумевается «чампа», она же плюмерия).

Не случайно зороастризм возводит истину в верховную праведность («Есть лишь один путь, этот путь Истина, всё остальное — беспутье», — заключает «Видевдат») и прививает воздержание от лжи, а также бережное отношение к стихиям посредством борьбы с грязью, плесенью и гнилью — представляющими одну из форм зла в мире.

## Авестийское повествование
В основе учения «Авесты» лежит дуализм; противоположность двух начал — света и тьмы, которые олицетворяются в образах светлого Ахура-Мазды (Ормузд греческих источников) и тёмного Ангра-Майнью (Ариман у греков). Взаимоотношением этих двух духовных по природе существ обусловливается как возникновение всего видимого мира, так и его исчезновение в будущем.
Ахура-Мазда и Ангра-Майнью испокон веков существовали раздельно и в полной независимости друг от друга; первый обитал в районах совершеннейшего света, второй — в царстве непроницаемого мрака. Они равнялись по силе и могуществу, и различались только в том, что Ахура-Мазда, к атрибутам которого относятся мудрость и всеведение, знал про существование Ангра-Майнью; а последний не подозревал о существовании Ахуры-Мазды. Когда Ангра-Майнью как-то проведал об Ахуре-Мазде и об окружающем его свете, он бросился на него, чтобы уничтожить. Первая атака была отражена, но дальнейшее мирное сосуществование обоих начал стало немыслимым: одно из них должно рано или поздно погибнуть.
Ахура-Мазда, зная, что его противник так же всемогущ, как и он сам, прежде всего сотворил шесть Амеша-Спента, которые впоследствии, после создания видимого мира, получат каждый свою особую функцию: их покровительству будет поручена охрана земли, воды, огня, металлов, растений и домашнего скота. Кроме этих шести главных божеств, Ахура-Мазда создал ещё целый легион добрых гениев — язатов. Ангра-Майнью ответил подражанием противнику и созданием сонма злых и вредных духов, дэвов, среди которых первое место заняли дух злобы и насилия Аэшма-дэв (Асмодей), а также целые легионы низших «друкш-нашус» (друй-насу; Друхш-йа-Насу; «скверна трупная»), вызывающих всякие болезни и несчастия.
Ахура-Мазда предложил Ангра-Майнью перемирие на 9000 лет, — тот согласился. Тогда Ахура-Мазда произнёс знаменитую молитву Yathâ ahû vairiô, слова которой производят магическое действие даже на богов; это ввергло Ангра-Майнью в полное оцепенение на 3000 лет, а Ахура-Мазда приступил к сотворению видимого, реального мира, который должен был оказать ему существенную помощь в предстоявшей окончательной борьбе. Порядок творения был почти тот же, что и в Библии: небо, вода, земля, растения, животные, человек. При сотворении ему помогали Амеша-Спента, которых он назначил гениями всех созданных вещей, каждого по особой специальности.
Земля первоначально находилась в небесном пространстве, но в период оцепенения Ангра-Майнью была передвинута в пустоту, разделявшую области света и мрака, и в продолжение указанных 3000 лет представляла настоящий рай — без смерти, болезней, злобы, насилия. Очнувшись от оцепенения, Ангра-Майнью проник на землю и стал наполнять её злыми и вредными существами. Возникли голод, сон, болезнь, старость и смерть. — Таким образом, Земля является главным полем сражения двух борющихся начал. Все предметы, как одушевленные, так и неодушевленные, обязаны своим возникновением тому или другому началу, и все неуклонно исполняют ту роль, которая предназначена им их творцами, Ахура-Маздой или Ангра-Майнью, стремящимися ко взаимному уничтожению. Человек волен в своём выборе пристать к тому или другому лагерю, но сохранить нейтралитет он не может. Хоть медленно, но неудержимо свет и добро одерживают перевес над мраком и злом, и к концу 9000-летнего перемирия зло будет уже до такой степени ослаблено, что победа Ахура-Мазды почти обеспечена.

## Победа добра над злом и воскресение мёртвых
Сюжета воскресения из мёртвых в «Авесте» нет. Это учение возникло у персов гораздо позже, но до эпохи Александра Македонского. Воскресение мёртвых произойдет тогда, когда в конце 6000 лет, согласно учению Αвесты, родится от девы спаситель, Саошьянт (авест. 𐬯𐬀𐬊𐬳𐬌𐬌𐬀𐬧𐬝 saoš́iiaṇt̰ — буквально «несущий благодеяния»), напоминающий Мессию. Он вместе с Амеша-Спента победит злых дэвов и восстановит царство света и добра в мире, Ангра-Майнью же вернётся в вечный мрак, где он пребывал до начала миротворения.

## Зороастрийский календарь
В Сасанидской Персии (224—651 годы) каждый день иранского года имел своего духа-покровителя, именем которого он назывался. Согласно иерархии «Авесты», первый день месяца был днём Ахура-Мазды. Следующие шесть дней освящались именами шести Амеша-Спента, имевших каждый в своей власти часть творения и первоначально выражавших определённые отвлечённые понятия, а позднее снабжённых материальными атрибутами.

### Весенний Новруз (Новый год)
Персы праздновали Новый год, Новруз, в дни весеннего равноденствия. Собственно царским праздником, Великим Новрузом, именовался шестой день, Хурдад-Руз ({{{2}}}), парсийская форма авестского Хаурватат, — имя пятого Амеша-Спента. Шестой и последний из Амеша-Спента, покровитель седьмого дня, — Амеретат, в парсийской форме Мурдад-Амурдад. В отличие от первых четырёх Амеша-Спента, из которых каждый имеет личное и независимое существование, Хаурватат и Амератат являются почти всегда вместе, и присутствие одного означает присутствие и другого — они образуют пару. Это единство выражается и во внешней форме: их имена могут выражаться двойственным числом имени одного из них.
Первоначально выражая определённое отвлечённое понятие, впоследствии Амеша-Спента получают материальные атрибуты; выражавшие отвлечённые понятия здоровья и бессмертия Хаурватат и Амеретат получают материальные атрибуты: Хаурватат — повелитель воды, Амеретат — растительности. Двойственность этих духов отражается в «Авесте», где воды и растения всегда упоминаются рядом, даруя здоровье и бессмертие. Функции этой пары не всегда точно разграничиваются — дух вод является иногда и духом растительности. Хаурватату и Амеретату молятся перед трапезой, их имена употребляют вместо жертвенных воды и дерева, в «Авесте» они питают праведного в раю. При обновлении природы (начало весны), именно от Хаурватата и Амеретата желают благословения на наступающий год, их имена призывали, ставя перед царём стол с обрядовой трапезой. Оттого царским праздником, Великим Норузом, именовался шестой день месяца — материальные атрибуты этих духов, слившиеся в одно представление, являлись атрибутами празднования весны. Четыре первых Амеша-Спента, покровители стад, огня, земли и металлов, отходили на второй план.

## Доктрина
Доктрина Амеша Спента, через их связь с творением, объединяет эфирные и духовные концепции с материальными и проявленными объектами «уникально зороастрийским» способом: не только как абстрактные «аспекты» Ахура Мазды, но и сами достойные почитания. и олицетворяется или представлен во всех материальных вещах.
Отношения между Ахура Маздой и Амеша Спента очень тонкие. В Ясне 31.11 Гат говорится, что Ахура Мазда создал вселенную своей «мыслью». В других отрывках, таких как Ясна 45.4, он описывается как метафорический «отец» индивидуума Амеша Спента, что, хотя и фигурально, предполагает семейную близость. В частности, отношения между Ахура Маздой и Спентой Майнью многогранны и сложны, и «их так же трудно определить, как отношения Яхве и Святого Духа в иудаизме и христианстве».
Почитание Амеша Спента в живом мире все еще присутствует в современной зороастрийской традиции и очевидно в каждой религиозной церемонии, когда каждый из Амеша Спента явно представлен объектами, хранителями которых они являются. Кроме того, первые семь дней месяца зороастрийского календаря посвящены великой гептаде и творению, признавая превосходство Амеша спенты и тем самым обеспечивая внедрение их доктрины.
Этический и онтологический дуализм в одном и том же единстве «объясняет трудности, которые некоторые аспекты доктрины представляют для западных ученых». Почитание Амеша Спента и Язата часто подвергалось нападкам со стороны незаороастрийских источников из-за его политеистической природы не только в наше время, но и в эпоху Сасанидов. В то время как «поклонение элементам» неоднократно обвинялось в IV и V веках, христианские миссионеры (такие как Джон Уилсон) в Индии XIX века специально нацеливали имманентность Амеша Спента как указание на (с их точки зрения) зороастрийскую политеистическую традицию, достойную критики.
Частой мишенью для критики было зороастрийское кредо, в котором приверженец заявляет: «Я исповедую себя поклонником Мазды, последователем учения Зороастра, … того, кто восхваляет и почитает Амеша Спента» (Фраваранех , Ясна 12.1).). Некоторые современные зороастрийские богословы, особенно те, кто отождествляет себя с реформистской школой мысли, считают, что эфирный дух и физическое проявление неразделимы ни в каком смысле и что почитание любого из творений Ахура Мазды в конечном итоге является поклонением Создателю.
Во второй половине XIX века Мартин Хауг предположил, что сам Зороастр рассматривал Амеша Спента как просто философские абстракции и что олицетворение гептады на самом деле было более поздним искажением. Парсов Бомбея с благодарностью принял предпосылку Хауг в качестве защиты от христианских миссионеров, а затем распространили идею как интерпретации парсов, что подтверждало теорию Хауг в. Принцип «продолжающегося монотеизма» со временем стал настолько популярен, что теперь почти повсеместно принят в качестве доктрины.